# Victor Desguin
Victor François Seraphin Joseph Téléphore Desguin (Mariembourg, 30 januari 1838 - Antwerpen, 8 juli 1919) was een Belgisch arts en vrijzinnig liberaal politicus.

## Levensloop
Desguin was doctor in de geneeskunde. In 1878 werd hij gemeenteraadslid in de stad Antwerpen. Desguin zorgde in 1882 voor de organisatie van het medisch schooltoezicht. In 1892 werd Victor Desguin schepen van onderwijs. In deze functie richtte Desguin verscheidene nieuwe scholen en bibliotheken op. Hij bleef schepen tot in 1918. Desguin was eveneens provincieraadslid van 1876 tot 1884.
Toen Jan Van Rijswijck in 1906 ziek werd en zijn burgemeestersambt niet meer kon uitoefenen, werd Desguin waarnemend burgemeester van Antwerpen. Omdat Victor Desguin een vrijzinnig liberaal was, weigerde de katholieke regering hem echter te benoemen tot burgemeester en werd Alfons Hertogs, een oud-schepen van Openbare Werken, benoemd. Desguin was een half jaar waarnemend burgemeester geweest.
Burgemeester Hertogs stierf in 1908 en opnieuw werd Desguin waarnemend burgemeester voor een periode van 5 maanden. De liberalen schoven Desguin opnieuw naar voren als kandidaat-burgemeester. Voor de tweede maal werd Desguin echter niet benoemd en werd Jan De Vos, die nooit schepen geweest was, de nieuwe burgemeester.
Tijdens de Eerste Wereldoorlog, in oktober 1914 richtte Desguin het Antwerpsch Komiteit voor Hulp op. Dit was een comité dat zich inzette voor de bevoorrading en hulp van oorlogsslachtoffers.
Desguin was medestichter en voorzitter (1877-1919) van de Société Royale de Médecine Publique de Belgique. Hij was eveneens medestichter van het Nationaal Werk tot Bestrijding van Tuberculose. Hij werd op het Schoonselhof begraven.
- Gemeinsame Normdatei: 1055436820
- Library of Congress Control Number: n2016183802
- Nederlandse Thesaurus van Auteursnamen: 138970769
- Réseau des bibliothèques de Suisse occidentale: 02-A026891532
- Virtual International Authority File: 41146332927218732445
- WorldCat: E39PBJkT9rbXPwFxGg64GdTyh3